# Noureddine Kacemi
Noureddine Kacemi est un footballeur international marocain né le 17 octobre 1977.

## Carrière
- 1996 - 2000 : Chabab Mohammédia  Maroc
- 2000 - 2004 : Raja de Casablanca  Maroc
- 2004 - 2005 : FC Istres  France
- 2005 - 2006 : Grenoble Foot  France
- 2006 - 2011 : FAR de Rabat  Maroc[1],[2]

## Sélections en équipe nationale
| Caps | Date       | Match                 | Lieu           | Score | Compétition       | Marqué |
| 1    | 08/02/2001 | Maroc - Corée du sud  | Dubai          | 1 -1  | Tournoi EAU       | --     |
| 2    | 24/03/2001 | Maroc - Tunisie       | Rabat          | 2 -0  | Elim. CAN 2002    | --     |
| 3    | 21/08/2002 | Luxembourg - Maroc    | Luxembourg     | 0 -2  | Amical            | 1      |
| 4    | 07/09/2002 | Gabon - Maroc         | Libreville     | 0 -1  | Elim. CAN 2004    | --     |
| 5    | 13/10/2002 | Maroc – Guinée Equa.  | Rabat          | 5 -0  | Amical            | 1      |
| 6    | 20/11/2002 | Maroc - Mali          | Rabat          | 1 -3  | Amical            | --     |
| 7    | 30/04/2003 | Maroc – Côte d’Ivoire | Rabat          | 0 -1  | Amical            | --     |
| 8    | 08/06/2003 | Maroc - Sierra leone  | Casablanca     | 1 -0  | Elim. CAN 2004    | --     |
| 9    | 20/06/2003 | Maroc - Gabon         | Rabat          | 2 -0  | Elim. CAN 2004    | --     |
| 10   | 06/07/2003 | Guinée Equa - Maroc   | Malabo         | 0 -1  | Elim. CAN 2004    | --     |
| 11   | 18/02/2004 | Maroc - Suisse        | Rabat          | 2 -1  | Amical            | --     |
| 12   | 31/03/2004 | Maroc - Angola        | Rabat          | 3 -1  | Amical            | --     |
| 13   | 28/04/2004 | Maroc - Argentine     | Casablanca     | 0 -1  | Amical            | --     |
| 14   | 28/05/2004 | Mali - Maroc          | Bamako         | 0 -0  | Amical            | --     |
| 15   | 05/06/2004 | Malawi - Maroc        | Blantyre       | 1 -1  | Elim. CM/CAN 2006 | --     |
| 16   | 03/07/2004 | Botswana - Maroc      | Gaborone       | 0 -1  | Elim.CAN/CM 2006  | --     |
| 17   | 04/06/2005 | Maroc - Malawi        | Rabat          | 4 -1  | Elim.CAN/CM 2006  | --     |
| 18   | 18/06/2005 | Kenya - Maroc         | Nairobi        | 0 -0  | Elim. CM 2006     | --     |
| 19   | 15/11/2005 | Cameroun - Maroc      | Clairefontaine | 0 -0  | Amical            | --     |
| 20   | 14/01/2006 | Maroc - Zimbabwe      | Marrakech      | 1 -0  | Amical            | --     |
| 21   | 17/01/2006 | Maroc - Angola        | Rabat          | 2 - 2 | Amical            | --     |
| ---- | ---------- | --------------------- | -------------- | ----- | ----------------- | ------ |

## Palmarès
- 21 sélections et 2 buts en équipe du Maroc entre 2001 et 2006
- Vainqueur de la Coupe de la CAF en 2003 avec le Raja de Casablanca
- Champion du Maroc en 2001 et 2004 avec le Raja de Casablanca; en 2008 avec les FAR de Rabat
- Vainqueur de la Coupe du Trône en 2002 avec le Raja de Casablanca; en 2007, 2008 et 2009 avec les FAR de Rabat

## Distinctions
- Noureddine Kacemi a figuré deux fois dans le Onze d’Or du GNF 1 (en 2002 et 2003).